# Бостонский китобоец

Разрез китобойного судна Essex
A — каюты;
B — твиндек;
C — место вытопки жира;
D — кубрик;
E — трюм

Бостонский китобоец (англ. Boston Whaler) — тип парусного китобойного судна середины XIX в, строившегося в Соединённых Штатах для промысла на Нантакетской отмели.

## Происхождение
В эпоху промышленного развития китовый жир и китовый ус были важным сырьём. До внедрения электричества китовый жир был основным источником освещения в частных домах США, так как был дешевле керосина. Китовый ус широко использовался в текстильной и легкой промышленности. Быстро растущее население требовало все больше того и другого.
Китобойный промысел существовал издавна на всех морях, где встречались киты, но подскочивший спрос и расположенные близко к американскому побережью отмели подтолкнули его развитие до промышленных масштабов. Начиная с 1830-х годов Америка стала ведущей китобойной страной мира. В 1846 на пике промысла, её китобойный флот насчитывал 736 судов и обеспечивал работой примерно 70 000 человек. Значительную часть его составлял бостонский китобоец (только в порту Нью-Бедфорд были приписаны более 400).

## Основные черты

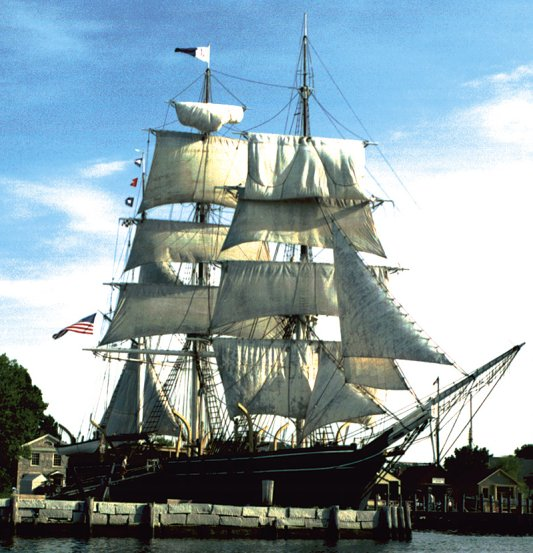
Charles W Morgan (1841), сохранившийся китобоец

Бостонский китобоец был небольшим судном: водоизмещение 300÷400 т, длина 45÷50 м, парусное вооружение — трехмачтовый барк. Его отличали глубокая осадка, ширина и вместительный трюм для бочек с добытым жиром, а также специальные рамные ростры для быстрого спуска-подъема вельботов. Он был рассчитан на то, чтобы небольшой командой (до 20 человек) заполнить трюм в течение промыслового сезона.
Подъем китобойной индустрии продержался все 1840-1850-е годы. Затем, с налаживанием широкого выпуска керосина, спрос на китовый жир резко упал. Промысел продолжался ради китового уса, но сократился и промышленных масштабов уже не имел. Исчезновение китовых стад окончательно положило конец китобойцам Новой Англии.

## В художественной литературе
- Действие романа Германа Мелвилла «Моби Дик» происходит во времена подъема китобойного промысла.
- В «Пятнадцатилетнем капитане» Жюль Верна американский китобоец и китобои играют важную роль.